# Palmira (Santa Isabel)
Palmira è un comune (corregimiento) della Repubblica di Panama situato nel distretto di Santa Isabel, provincia di Colón. Si estende su una superficie di 176,9 km² e conta una popolazione di 319 abitanti (censimento 2010).